# 拉拉河
拉拉河是俄羅斯的河流，屬於盧扎河的右支流，位於阿爾漢格爾斯克州和基洛夫州，河道全長172公里，流域面積1,010平方公里，河水主要來自融雪。